# オール・ヘイル・メガトロン
『トランスフォーマー：オール・ヘイル・メガトロン』は、アメリカなどで発売されているトランスフォーマーシリーズのコミック作品の一つで、初代アニメシリーズを基にしたアナザーストーリーを描く。発行はIDWパブリッシング（IDW Publishing）で、脚本はシェーン・マッカーシー、作画はグイド・グイディが担当した。
日本語版は2015年3月23日に小学館集英社プロダクションから発売された。

## ストーリー
超ロボット生命体トランスフォーマーの住む惑星セイバートロンでは、正義の軍団サイバトロンと悪の軍団デストロンとの間で永い内戦があった。凄惨な戦いの末にセイバートロンは崩壊し、彼らは地球を新たなる戦場として戦いを続けた。そして勝ったのは悪だった…。
マトリクスを奪ってコンボイに重傷を負わせたメガトロン率いるデストロン軍団は、サイバトロン達を荒廃した故郷セイバートロンに追放すると、地球の文明の象徴と謳われるニューヨークを襲撃、アメリカ軍を瞬く間に駆逐すると、その脅威を世界へと広めようとしていた。
一方セイバートロンに追放されたサイバトロン戦士たちは、エネルゴン不足や惑星を徘徊する恐ろしいスワームに怯え、その固い絆にも不協和音が生じ始めていた。だがそこにチャー率いる精鋭部隊レッカーズが合流し、彼らは心を奮い立たせ、もう一度立ち上がろうと決心する。そして地球でも、アメリカ軍兵士スパイク・ウィトウィッキーが特命を受け、生き残った市民たちと共にデストロンに一矢報いようとしていた。

## 登場キャラクター

### サイバトロン

#### コンボイの直轄部隊
元々は宇宙船アーク19で飛来したプロールを指揮官とする部隊だったが、ウルトラ・エネルゴンとも呼ばれる「オーア13」が発見されたことを機にコンボイが地球を訪れ、リーダーとなった。
コンボイ
総司令官。フレイトライナーCOEをモチーフにしたトレーラーに変形する。
本作の主人公。マトリクスをメガトロンに奪われた末、スペースブリッジを使って地球からセイバートロンに追放される際、最後の力を振り絞って装置を破壊して通路を閉じるも、重傷を負っていた上に回路が焼き切れてしまい、意識不明の重体となる。
プロール
戦略家。本来は副官だったが、セイバートロンに追放後はマイスターに譲っている。
常に冷静に戦局を判断しているが、勝利を優先して冷徹な判断を下すことが多いために一部のサイバトロン戦士からは嫌悪されている。
マイスター
工作員。ポルシェ935ターボに変形する。セイバートロンに追放後はプロールから副官の座を引き継いでいる。
優秀な戦士であると同時に正義感の強い好漢で、仲間達からの信頼も厚い。
アイアンハイド
警備員。赤いワンボックスカーに変形する。
元々は民兵上がりで優秀な戦士だが、頑固な性格ゆえに度々上官と問題を起こしては懲罰房送りとなっていた。コンボイの部隊に配属された際も彼のリーダーシップを見下して反抗的であったものの、共に戦っていくうちに彼を認めていき、良き友人となった。
セイバートロンに追放後は、コンボイを守ることができなかった自分に憤るあまり荒んでいき、リジェを裏切り者として疑念を抱くようになる。
ラチェット
軍医。アイアンハイドと同型のワンボックスタイプの救急車に変形する。初代アニメシリーズとは異なり、頭部のカラーリングが赤となっている。
科学者としての姿から大きく変貌したパーセプターの姿に酷くショックを受けていた。
プロールの部隊の一人として地球に飛来したが、デストロンの情報を手に入れてしまったハンターたちを守るために、「人間に存在を知られることなく活動しろ」という指令に背いて正体を明かしたため、軍紀違反者としてプロールから目をつけられていた。
バンブル
情報員。黄色のフォルクスワーゲンビートルに変形する。本作では追放前の戦いで左の角が折れている。
人間に対しては初代アニメと同様親身に接するも、かつて多くの仲間を殺害してきたドリフトのことは快く思っておらず、度々辛辣な言葉を浴びせては毛嫌いしている。
クリフ
戦闘員。初代アニメシリーズと同様に好戦的な性格で、多くの仲間から不評だったパーセプターのスナイパーとしての姿を唯一高評価していた。
その勇猛さに加え、小柄な体格に似合わず高い戦闘力を誇ることから、サイバトロンでも指折りの強者として名を轟かせている。
ランボル
戦士。サンストリーカーとは双子の兄弟。地球での戦いでスカイワープに右腕をもがれている。
元々は明るい性格だったが、地球での一件以来豹変してしまったサンストリーカーを心の底から心配している。
サンストリーカー
戦士。黄色のスーパーカウンタックに変形する。
かつて地球人のテロ組織「マシネーション」に捕えられて生きたまま解体され、ヘッドマスター技術の実験台として惨たらしい仕打ちを受けた。その後、ダイノボット部隊をはじめとするサイバトロンの仲間や、同じく捕えられて第一号ヘッドマスターとなったハンターらの活躍で救出され、ラチェットによってハンターとも切り離されて元の姿に戻るも、この一件で地球人を拒絶するようになってしまった。そこをデストロンに付け込まれ、独断である取引を交わしてしまう。
リジェ
諜報員。グレートウォーには全面的に賛成していない。
敗北の決定打となった偽の情報を報告したことから、アイアンハイドから執拗に裏切り者として疑われてしまっている。
トレイルブレイカー
戦術家。ほぼ全ての攻撃を防げるフォースバリアーを武器とする。
かつてこのフォースバリアーを利用して、スプラングらとともにチーシに遭難したチャーを救出した。
ハウンド
偵察員。ジープに変型する。
トラックス
戦士。仲間からはナルシスト呼ばわりされている。
新兵の頃、初めての実戦で部隊が全滅し、自身も死にかけていたところをマイスターに救われた過去を持つ。その際、追手のアニマトロン部隊との戦いで、彼の叱咤と戦いぶりを見て、サイバトロン戦士としての姿勢を学んだ。
ホイルジャック
技術者。ラチェットとともに重体のコンボイの治療をしている。
慎重な性格で、チャーのようなやり方を軽率かつ危険と酷評しており、バンブルからはインテリ呼ばわりされている。

#### レッカーズ
かつてスプラングが指揮官を務めたサイバトロンの精鋭部隊。現在はチャーが指揮を務めている。
荒っぽいメンバーが多いために上層部からはならず者扱いされて邪険にされているものの、これまで多くの危険な任務を遂行してきた。
チャー
現レッカーズの指揮官を務める歴戦の戦士。緑色のピックアップトラック風のフューチャーカーに変形する。コンボイとは彼がオライオンパックスだった頃から、ともに戦場を駆け巡ってきた盟友である。
かつて惑星チーシに不時着した際、鉱石「オーア8」の放つ放射能で神経系を破壊され、スプラングが派遣した救出部隊を異形の怪物と錯覚して次々と殺害してしまっていた。しかしサイバトロンの研究機関キミアにて、パーセプターやブレインストームらによって老朽化していた肉体をプリテンダー技術を用いて強化され、さらに精神安定剤としてオーア8の成分を合成した「シーガー」を服用することで現役復活を果たした。だがこの際、プロールに都合のいいように人格プログラムを調整されてしまい、彼自身には無自覚でプロールが発した言葉をそのまま言うようプログラムをインストールさせられている。
その後はスプラングに代わってレッカーズを率いており、セイバートロンでコンボイ直轄部隊と合流後は臨時でリーダーとなり、コンボイに代わって皆をまとめ上げる。
スプラング
旧レッカーズの指揮官で、現在は副官を務める。フューチャータイプの装甲車とヘリコプターに変形するが、本編ではモンストラクターとの戦闘でローターを負傷したために装甲車のみにしか変形しなかった。
初代アニメシリーズよりも血の気の多い性格だが、チャーとの絆は他のメンバーよりも深く、彼をオヤジと呼んで慕っている。
かつてデッド・ユニバース事件でスカイファイヤーをはじめとした科学部隊を戦闘に導入してブラジオンやジアクサスと戦ったことから、軍紀違反者としてプロールに目をつけられていた。
パーセプター
科学者。現在は右目にスコープを取り付けスナイパーとして活躍している。
元々はキミアの研究機関に所属していたが、プロールの命令でチャーの治療経過を見守ると同時に、プロールがインストールしたプログラムに不具合が起きないか見張るためにレッカーズに所属した。とは言え彼自身はプロールのこのやり方にはあまり賛同的ではなく、痛烈な皮肉を浴びせていた。
その後とある惑星でデストロンのターモイルの船に潜り込んだ際、ターモイルに返り討ちにされて重傷を負うも、同じく乗り込んでいたドリフトによって救出され一命を取り留めた。意識を取り戻した後は、己の非力さを痛感すると同時にドリフトへの借りを強く感じ、その恩義を返すために自身を強化改造し、スナイパーへと転身した。
当初の性格は初代アニメシリーズと同様に知識やうんちくをべらべらと喋りすぎるところがあったが、スナイパーに転身後は無口となっている。その豹変ぶりには多くの仲間から不評となっている。
ブラー
情報員。水色のフューチャーカーに変形する。邦訳版では初代アニメシリーズと同様にオネエ言葉交じりで話す。
戦前は連戦連勝のトップレーサーとして人気を博していたが、当時は傲慢な性格で周囲に関心を持たず、ピットクルーたちの名前すらまともに覚えていなかった。だがグレートウォーの激化でレース場までもがテロの標的となり、当時のサイバトロン総司令官ゼータプライムの勅命でレースが無期限で中止されたことにより廃業することとなってしまう。
その後は自暴自棄になりかけ、その自尊心を見透かしたスタースクリームからデストロンの勧誘を受けたが、後日ゼータプライム暗殺を目論む彼の部隊の戦闘に巻き込まれてしまう。そこで偶然オライオンパックスの部隊に救われ、彼から「レースを続けていたのは見る者の期待を常に上回りたかったからではないか」と諭されたことで、サイバトロン戦士として戦う道を選んだ。
その後、ターモイルの部隊の捕虜となっていたが、レッカーズとドリフトによって救われ、新レッカーズに加入した。初対面時は自分を青二才呼ばわりしたチャーのことを老いぼれ呼ばわりしていたが、現在では彼をボスと呼んで慕っている。
ブロードキャスト
通信員。ブラーと同様にターモイルの捕虜であったが、レッカーズに救出され加入した。
かつてデストロンに操られた仲間のビーチコマーに裏切られて暗殺されかけたため、マイスターから敗北が仲間の裏切りによるものだったと聞かされた時は動揺していた。
ドリフト
侍。白いフューチャーカーに変形する。銃火器は一切使わず、2本の小太刀と長刀「Great Sword」を武器とする。
かつてはデッドロックという名前のデストロン戦士で、多くのサイバトロン戦士を殺害して悪名を轟かせていた。だが上官のターモイルらとの仲間割れの末に脱走し、逃げ延びた先で中立派の集団「Circle of Light」と出会い、彼らとの交流の末に改心した。
その後はかつての贖罪と世の中を変えるために単独でデストロン達と戦っていたが、ターモイルの船に潜入した際にレッカーズと出会い、死闘の末にパーセプターを救出して船の爆破に成功した。その活躍により、「誰にだってやり直すチャンスはある」と考えたチャーから新レッカーズに勧誘され、サイバトロン戦士として戦う道を選んだ。
過去に犯した蛮行から、未だにバンブルからは嫌悪されている。
ロードバスター
重装兵。レッカーズ一の巨体を誇る戦士で、六輪の大型装甲車に変形する。
寡黙ではあるものの、デストロンへの敗北に憤ったり、新しい武器に名前をつけようとするなど好戦的な性格の持ち主。

#### その他のサイバトロン
ホットロディマス
騎士。無鉄砲なところがあるものの、勇敢で正義感が強い。
ブラジオンの部隊に襲われていたところをレッカーズに救われ、以降は彼らと行動を共にしている。
かつて宇宙の英知が詰まった謎の物体「マグニフィセンス」を捜索する作戦で3人もの部下を失ったこと、地球飛来時に撤退命令に背いてマシネーションの謎を探ろうとしてスコルポノックに手酷い目にあわされたことから、軍紀違反者としてプロールに目をつけられている。
オメガ・スプリーム
警備員。ロケットに変形する。
セイバートロン星から遠く離れた衛星の基地を守っていたが、ロディマスのSOS信号を聞きつけ駆けつけた。
メトロフレックス
移動要塞に変形する大型戦士。
惑星サルバタン8にて、とある密命を受けて潜伏している。
グリムロック
ダイノボット部隊の指揮官で、ティラノサウルスに変形する。本編未登場。
遥か昔、ダイノボット部隊が守っていたエネルゴンの備蓄を破壊したレーザーウェーブを恨み、復讐を果たすために部隊を率いて彼を追跡し、紀元前一万年の地球に飛来した。その際、化石をもとに恐竜の姿を偽装形態として選んだ。
死闘の末に両者ともども火山噴火によって流れ出した溶岩に飲まれて機能停止となっていたが、一万年後にスカイウォッチに発見され蘇生された。
復活後、恐竜の姿を変えることなく使用し、スカイウォッチやマシネーションとの死闘の末に彼らの野望を阻止するが、度重なる軍紀違反で逮捕され、現在はサイバトロンの刑務所「ガラス9」に投獄されている。
ブレインストーム
研究機関キミアに所属する科学者。パーセプターとともにチャーのプリテンダー化などを担当した。
また、アイアンハイドとともにコンボイの部隊に召集されたこともある。

### デストロン
かつてセイバートロンにおける政治的腐敗に耐えかねて反乱を起こし、グレートウォーを全宇宙へと拡大させた勢力。
サイバトロンを荒廃した故郷へ追放し、ニューヨークを圧倒的武力で制圧するも、各々が圧倒的な勝利や人間への虐殺行為に次第に疑念や不満を募らせていく。
メガトロン
破壊大帝。本作のメインヴィランで長きにわたる戦いでサイバトロン総司令官二人を殺害し、グレートウォーを全宇宙へと拡大させた。
オーア13を求めて地球に飛来し、激戦の末にマトリクスを奪ってコンボイに重傷を負わせ、サイバトロン達をセイバートロンへと追放した。
デストロン帝国建造を目指し、圧倒的な武力と戦略でニューヨークを陥落させ人類を追い込むも、いつまでも続く圧倒的なまでの勝利に不満を募らせる部下たちをまとめきれずにいる。
ブリッツウィング
空陸参謀。戦車と戦闘機に変形する。
初代アニメシリーズよりもスマートな体型で描かれている。
アストロトレイン
輸送参謀。スペースシャトルと国鉄D62形蒸気機関車に変形する。
野心家として描かれた初代アニメシリーズとは異なり、本作では無骨な軍人気質の人物として描かれている。
オクトーン
補給兵。爆撃機に変形する。
メガトロンの命令でEUの軍用機の中に紛れ込んで核爆弾を盗み、ニューヨークに投下しようと目論む。
リフレクター
光学情報兵。スペクトロ、ビューファインダー、スパイグラスの三体からなる。
地球の自動車に憂さ晴らしをするランブルをたしなめるなど冷静な性格だが、捕まえたニューヨーク市民を「ゲーム」で遊んだ末に壊してしまう残忍な一面もある。
本作では初代アニメシリーズと異なり、ビューファインダーと他の2体とのデザインに明確な差が出ている。

#### ジェットロン
グレートウォー開戦前、メガトロンにスカウトされた部隊で、デストロン一の精鋭。
スタースクリーム
航空参謀。精鋭部隊ジェットロンの指揮官で、白地に赤のラインが入ったF-15 イーグルに変形する。
メガトロンとともに念願の勝利をつかむも、その後の現状に憤り「勝つことが最大の失敗だった」と皮肉を言うほど、メガトロンへの不満を募らせていく。
サンダークラッカー
航空兵。水色とグレーのF-15に変形するジェットロン。
戦いを信条としてデストロンに所属したものの、インセクトロン製作のために3000ものスワームを誕生させてしまった現状にはただ一人憤り、同族として安楽死させるべきだと進言していた。
地球での戦いでもデストロンの圧倒的な勝利に加え、仲間たちの人間に対する虐殺行為に徐々に疑問を募らせていく。
スカイワープ
航空兵。紫と黒のF-15に変形するジェットロン。
他のジェットロンよりもメガトロンへの忠誠心は高いが、ジェットロンでない者たちを見下す傾向が強く、度々ボンブシェルらとトラブルを起こしていた。
ダージ
航空兵。地球でのサイバトロン追放作戦にも参加し、勝利後は彼らをスワームの餌とするべくスペースブリッジでデリューシと共に先行するがコンボイの抵抗で作戦は失敗し、デリューシがスワームに食い殺される中自身は飛行能力で命からがら逃亡した。

#### カセットロン
諜報活動を担う、メガトロンに忠誠を誓った部隊。各々がミサイルの追跡装置を狂わせることができる。
サウンドウェーブ
情報参謀。カセットロンのリーダーで、メガトロンの右腕として信頼されている。
妨害電波などを駆使してアメリカ軍を追い込んでいく。
フレンジー
特殊破壊兵。紫のカセットテープからヒューマノイドに変形する。初代アニメシリーズと異なり、ハンマーアームではなくドリルアームを武器とする。
饒舌で陽気な性格で描かれた初代アニメシリーズとは異なり、本作では自身の発する強烈な超定周波数の音波によって獰猛な狂戦士と化している。この音波で敵に幻覚と悪寒を引き起こさせて昏睡状態となったところを攻撃するという戦い方をする。その音波に耐性を持つ者はサウンドウェーブのみで、仲間達からも恐れられている。
ランブル
特殊破壊兵。赤いカセットテープからヒューマノイドに変形する。
コンドル
空中攻撃兵。カセットテープからコンドルに変形する。
ジャガー
諜報破壊兵。カセットテープからジャガーに変形する。

#### インセクトロン
グレートウォーの最中、デストロンの科学者たちが下等な金属生命体を元に誕生させた部隊。並はずれた悪意と高度な知性を併せ持つが、誕生の確率は1000分の1で、下記の3体を除く他の3000体は皆失敗作「スワーム」へと成り果てた。
ボンブシェル
心理工作兵。カブトムシに変形する。
インセクトロン部隊のリーダー格で、他者の苦痛を生き甲斐とする残忍な性格。同時にシックスショットの科学知識をマスターしてさらに向上させ、スペースブリッジなど様々な技術を開発したことから、メガトロンやスタースクリームからも高く評価されている。
シャープネル
電子工作兵。クワガタムシに変形する。
キックバック
諜報工作兵。バッタに変形する。

#### ビルドロン
デストロンがモンストラクターを解析して誕生させた最初の合体戦士部隊で、建築を生業とする。
スクラッパー
建築兵。ショベルドーザーに変形する。デバスター合体時には右脚に変形する。
ニューヨーク襲撃開始の際、市民に温和な宣言をした直後、嘲笑いながら狙撃を開始するなど残忍な性格。
グレン
衛生兵。クレーン車に変形する。デバスター合体時には頭及び胸部に変形する。
セイバートロン星の建築家として、人類の住居や建造物を「醜悪」「ガラクタ」と見下しており、そのようなものばかりのニューヨークが人類の文明の象徴と知った際は呆れていた。
ミックスマスター
偽装兵。ミキサー車に変形する。デバスター合体時には左脚に変形する。
地球の建造物がセイバートロン星の基準よりもろい物質で造られていることに呆れていた。
ロングハウル
輸送兵。ダンプトラックに変形する。デバスター合体時には胴体に変形する。
ナンバープレートには「LNG-HL」と刻まれている。
スカベンジャー
採掘兵。装軌式ショベルカーに変形する。デバスター合体時には右腕に変形する。
ボーンクラッシャー
破壊兵。ブルドーザーに変形する。デバスターに合体時には左腕に変形する。
デバスター
巨人兵。上記の6体が合体して誕生する。
ニューヨークの地下トンネルを陥没させた他、サイバトロンを敗北に追い込んだほどの戦闘力を誇る。

#### その他のデストロン
レーザーウェーブ
防衛参謀にして優秀な科学者。光線銃に変形する。劇中未登場。
遥か昔、セイバートロン星のエネルゴンの枯渇を予測し、各惑星にエネルゴンの鉱脈を作る「リジェネシス計画」をメガトロンにも内密で実行するが、紀元前一万年の地球に飛来した際、かつての恨みから追跡してきたダイノボット軍団との死闘の末に火山噴火によって流れ出した溶岩に飲まれて機能停止となっていたが、一万年後にスカイウォッチに発見・回収された。
復活後はスカイウォッチの支配下に置かれていたが、サウンドウェーブの助力で自由を手にする。しかし同じく復活したダイノボット達との死闘の末に敗れ、グリムロックやスコルポノック共々サイバトロンの刑務所「ガラス9」に投獄された。
スパイクは上層部の命令で、スカイウォッチが彼の左腕を解析して作製した銃の回収に向かった。
シックスショット
忍者参謀。6種の形態に変形するシックスチェンジャーで、狼や装甲車などに変形する。
その強大な力を恐れたメガトロンに組み込まれた自壊システムをスタースクリームに作動されて死亡したが、デッド・ユニバースにてガルバトロンとジアクサスに蘇生され、同時に手に入れたジアクサスの科学技術をもとにメガトロンと取引をし、自由を手にした。
デリューシ
デストロンの科学者の一人で、インセクトロンの製作にもかかわっている。不気味な笑い方が特徴のマッドサイエンティスト。
地球でのサイバトロン追放作戦にも参加し、勝利後は彼らをスワームの餌とするべくスペースブリッジでダージと共に先行するが、コンボイの抵抗で作戦は失敗し、自身がスワームに食い殺される末路を迎えた。
ブラジオン
デストロンの高官の一人で、日本の鎧武者のような風貌と髑髏のような顔つきが特徴。刀を武器とする。ホットロディマスやスプラングからも「頭のネジの緩んだイカレ野郎」と恐れられている。
サンダーウィングを狂信し、彼の復活を試みてプリテンダーの実験を行うも失敗、精神崩壊を起こして活動不能に陥っていた。その後デッド・ユニバース事件にてジアクサスに操られていたが復活を果たし、現在はプリテンダーモンスターたちを率いている。
モンストラクター
スカウル、ブリスルバック、スロッグ、アイスピック、ワイルドフライ、バードブレインのプリテンダーモンスター部隊6体が合体した、原初の合体戦士。
セイバートロン星の黄金時代に科学者ジアクサスの手により誕生したが、副作用にて発狂した狂戦士と化している。そのためサイバトロンの刑務所ガラス9に投獄されていたが、合体戦士を求めるデストロンの手によって釈放され、デバスター開発の基となった。
現在はブラジオンに仕えている。
ターモイル
デストロンの高官。かつてドリフトは彼の副官として仕えていた。右腕を巨大なカノン砲に変形させて戦う。
ブラーやブロードキャストらを捕虜として捕らえていたが、レッカーズとドリフトの活躍で捕虜は皆解放され、宇宙船も爆破されてしまう。

### 地球人
スパイク・ウィトウィッキー
アメリカ陸軍少佐。若手ながらも高い実力を誇るが、自信過剰な一面もある。
ダニエルの命令でニューヨークに隠されたスカイウォッチ製の銃を回収し、それを用いてのメガトロンの暗殺任務に赴くが、部隊はラットバットの襲撃で全滅してしまい、唯一生き残る。それでも自力でニューヨークに潜入し、サラたちの協力を得る。
モデルはG1アニメに登場した同姓同名のキャラクターだが、アニメでは若手の技術者として描かれていた。
ダニエル・ウィトウィッキー
アメリカ陸軍大佐で、スパイクの実父。自身が息子の人生に影響を与えた結果、死と隣り合わせな軍人への道に進ませてしまったことに罪悪感を抱いている。
ニューヨークでの最前線で対デストロン部隊の最高司令官を務めるが、その戦力の高さに苦戦を強いられることになる。
アンディ
アメリカ空軍の隊長で、F-22ラプターのパイロット。
コンドルに撃墜されるも何とか生還し、サラやブリッジと共に生存した市民をまとめ上げていたが、地下鉄の駅で避難していたところをアストロトレインに襲撃され、皆を逃がしてるうちに殺害されてしまう。
DJ
アンディの部隊に所属する兵士。恋人がいる。
最初はデストロンの襲撃を楽観視していたが、その圧倒的な武力に打ちのめされ、自身もスカイワープに撃墜されてしまい、玉砕覚悟でメガトロンに突っ込むが、その甲斐なく殺害されてしまった。
サラ
民間人の女性。ジャガーらに襲われていたところをアンディとブリッジに助けられる。
肝っ玉が据わっており、アンディの死で意気消沈していたブリッジを叱咤激励し、彼と共に生き残った市民たちをまとめ上げる。
ブリッジ
民間人の黒人男性。若い頃に軍隊に所属した経験がある。
アンディの死で意気昇進していたが、サラの叱咤激励を受け、彼女と共に生き残った市民をまとめ上げる。
チャールズ
サラやブリッジと共に避難生活を送る黒人警察官。軍隊に所属した経験がある。
息子をランブルに殺されており、敵討ちのためスパイクに協力する。

## 設定
グレートウォー
約400万年前、セイバートロンに蔓延していた政治的腐敗に憤ったメガトロン率いるデストロンによって引き起こされた。
戦域は全宇宙に広がり、トランスフォーマーたちを疫病神呼ばわりして嫌悪する異星人も多い。
マシネーション
デストロンを抜けたスコルポノックと結託した地球人アブラハム・ダンテを総帥とする地球人のテロ組織。
サンストリーカーとハンターを捕え、彼らを実験台にしてヘッドマスター技術を完成させると、サンストリーカーを複製したヘッドマスター部隊によって地球征服を目論んだ。だがダイノボット部隊やウルトラマグナスといったサイバトロン戦士の活躍で追い詰められ、アブラハム自ら負傷したスコルポノックのヘッドマスターとなるも、最終的にたくらみは阻止されて組織は壊滅した。
しかし彼らの悪事やトランスフォーマーたちの活躍はすべてCIAにもみ消され、救出されたサンストリーカーに心の傷を残した。
スカイウォッチ
異星人の調査を生業としていたアメリカ政府の秘密機関。紀元前1万年の地層から見つかったレーザーウェーブとダイノボット部隊を溶岩層から発掘し蘇生させるも、マシネーションによって彼らの制御を妨害され、それによって解き放たれた彼らの争いに巻き込まれて壊滅した。
ティレスト協定
戦争中、サイバトロンとデストロンとの間で厳守された、「トランスフォーマーの技術を他の種族に伝えてはならない」という協定。ウルトラマグナスがこの協定の執行人として両軍を監視し、違反者を捕らえる任務にあたっていた。
スコルポノックはこの協定を破ってヘッドマスターを開発・強行したことでウルトラマグナスに捕らえられた。
ヘッドマスター
スコルポノックがネビュロス星人モー・ザラックを実験台にして開発した、サイボーグ化した異星人をトランスフォーマーと結合させる技術。
彼とマシネーションは捕えたハンターとサンストリーカーを改造・結合させて、地球製ヘッドマスターを開発した。またウルトラマグナスとの戦いで頭部を残して破壊されたスコルポノックは、自らもアブラハムを利用してヘッドマスターとして復活しようとした。
プリテンダー
デストロンの科学者サンダーウィングが開発した、他の生命体の組織から作った外殻でトランスフォーマーの肉体を強化する技術。「詐称者」を意味する。
サンダーウィングはこれによって、グレートウォーで荒廃したセイバートロン星の過酷な環境下での生存を考案したが、自身の身体で実験した結果、強大な力と引き換えに発狂してセイバートロン星を居住不可能なまでに荒廃させてしまい、闇の技術として葬り去られた。
後にブラジオンが再度試みてまたも失敗したが、スカイファイヤーが技術を改良し、デッド・ユニバースでの活動のための保護スーツを開発、それをもとに負傷したチャーの老朽化したボディの強化改造がなされた。
キミア
かつてパーセプターが所属していた、サイバトロンの研究機関のある施設。
「理論上しか存在しえない」ような得体の知れない科学技術を応用した様々な兵器を発明しており、それらの武器のテストを担ったレッカーズ達からの印象はあまり良くない。
オーア8
レーザーウェーブが様々な惑星でエネルゴンの生成を試みた実験により、惑星チーシで生まれた鉱石。
太陽光線を吸収して発する放射能は、トランスフォーマーの神経系を蝕む有毒なものである。
シーガー
セイバートロン星では旧時代の毒薬とされる葉巻状の薬品。チャーが使用しているものは低濃度のオーア8の成分が含まれている。
名称は葉巻（シガー）から。
デッド・ユニバース
生と死が逆転した並行世界。ゴーラムプライムという惑星と繋がっている。
通常世界からデッド･ユニバースに入った者は、生命のないゾンビのような存在と化し、元の世界では長時間生きられなくなってしまう。

## 書誌情報
- トランスフォーマー：オール・ヘイル・メガトロン　ISBN 978-4796875141

発行：小学館集英社プロダクション　訳：中沢俊介　2015年3月23日発売